# Пръстен за крак
Пръстенът за крак е вид пръстен, който се носи на пръстите на краката. Може да се направи от метал или друг материал. Най-често се носи на втория пръст на крака, тъй като той е пропорционално най-дългият и следователно е най-лесно да се сложи и закрепи на него. В западните държави той е относително нов моден аксесоар и обикновено не носи символично значение. Най-често пръстенът за крак се носи със сандали, джапанки или на бос крак.
Пръстените за крака, също както тези за ръце, могат да бъдат в различни форми – от прости халки до сложно изобразени цветя с вградени бижута. Много от пръстените за крака са отворени в долната част, така че да се напаснат лесно на пръста.

## История
Носенето на пръстени за крака се практикува в Индия още от древността. Пръстен за крак се споменава в Рамаяна от 4 век пр.н.е. В индийската култура, жените носят пръстен на крака, за да покажат, че са омъжени – съпругът слага пръстени на втория пръст на двата крака на жена си по време на сватбената церемония.
Пръстените за крака в Индия обикновено се правят от сребро и се носят на втория пръст на двата крака (за разлика от западните култури, където често се носят поединично или на различни пръсти).
В тамилската култура пръстени за крака се носят и от мъже с цел да покажат, че са женени.
Пръстенът за крак се разпространява на запад от Индия към края на 20 век. В Европа и Северна Америка този пръстен не е натоварен със символизъм, а е просто моден аксесоар.

## Галерия
- Дамски пръстени за крака на вторите пръсти на краката
- Различни пръстени на различни пръсти
- Долната страна на ходилата на жена с пръстен за крак